# Djupvik, Öland
Djupvik är en bebyggelse på västra sidan av Öland i Föra socken i Borgholms kommun. Från 2015 avgränsar SCB här en småort.

## Sportdykning
Djupvik är även ett populärt dykmål för sportdykare. Botten består till stor del av sand och sten med god förekomst av plattfisk framförallt under dyk nattetid. Namnet till trots är maxdjupet i viken oftast runt 7 meter.